# Unterseeboot 316
Le Unterseeboot 316 (ou U-316) est un sous-marin allemand (U-Boot) de type VII.C utilisé par la Kriegsmarine (marine de guerre allemande) pendant la Seconde Guerre mondiale.

## Construction
L'U-316 est un sous-marin océanique de type VII C. Construit dans les chantiers de Flender Werke AG à Lübeck, la quille du U-316 est posée le 11 août 1942 et il est lancé le 19 juin 1943. L'U-316 entre en service 1,5 mois plus tard.

## Historique
Mis en service le 5 août 1943, l'Unterseeboot 316 a passé sa carrière comme navire de formation, d'abord avec la 22. Unterseebootsflottille à Gotenhafen jusqu'au 31 août 1943, puis l'U-316 intègre la 23. Unterseebootsflottille à Danzig. À partir du 20 février 1945, l'U-316 intègre la 31. Unterseebootsflottille à Hambourg jusqu'à la fin de la guerre.
À la suite de l'ordre donné (Opération Regenbogen) le 30 avril 1945 par l'amiral Karl Dönitz de saborder les navires de la Kriegsmarine afin qu'ils échappent aux Alliés, l'U-316 est sabordé le 2 mai 1945 près de Travemünde (nord-est de Lübeck), à la position géographique de 53° 58′ N, 10° 53′ E.

## Affectations successives
- 22. Unterseebootsflottille à Gotenhafen du 5 au 31 août 1943 (navire-école)
- 23. Unterseebootsflottille à Danzig du 1er septembre 1943 au 19 février 1945 (navire-école)
- 31. Unterseebootsflottille à Hambourg du 20 février au 2 mai 1945 (entraînement)

## Commandement
- Oberleutnant zur See Hermann Stuckmann du 5 août 1943 au 4 mai 1944
- Oberleutnant zur See Gottfried König du 5 mai 1944 au 2 mai 1945

## Patrouilles
L'U-316 n'a participé à aucune patrouille, étant affecté à un rôle de formation et d'entrainement des équipages.

### Opérations Wolfpack
L'U-316 n'a pas opéré avec les Wolfpacks (meute de loups) durant sa carrière opérationnelle.

## Navires coulés
L'Unterseeboot 316 n'a ni coulé, ni endommagé de navire ennemi n'ayant participé à aucune patrouille en temps de guerre.

### Source et bibliographie
- (en) Cet article est partiellement ou en totalité issu de l’article de Wikipédia en anglais intitulé « German submarine U-316 » (voir la liste des auteurs).
- Chris Bishop, historien militaire (trad. de l'anglais par Christian Muguet), Les sous-marins de la Kriegsmarine : 1939-1945 : le guide d'identification des sous-marins [« The spellmount submarine identification guide : Kriegsmarine U-boats 1939-1945 »], Paris, Éd. de Lodi, 2008, 192 p. (ISBN 978-2-84690-327-1, OCLC 470721805, BNF 41298980)